# Hakupu
Hakupu egy falu Niue szigetén. Niue harmadik legnagyobb falva.

## Fekvése
A sziget déli, délkeleti részén fekszik. A fővárostól, Alofitól 12 km-re, Avatelétől 7 km-re, Likutól 12 km-re, Lakepától 16 km-re, Mutalautól 20 km-re található.

## Lakosság
2006-ban a lakossága 162 fő volt.